# Depresión cáspica
La depresión cáspica (en ruso: Прикаспийская низменность, Prikaspíyskaya nízmennost) es un región geográfica de Asia Central, que se extiende por cerca de 200.000 km² en torno a las costas septentrionales del mar Caspio, en Rusia y Kazajistán. Está situada en su totalidad por debajo del nivel del mar. Alrededor de la costa del Caspio la cota es de -26,5 m.

## Descripción geográfica
La depresión del Caspio, desde el punto de vista geológico es simétrica a la vasta llanura de Siberia Occidental, de la cual está separada por el valle del Turgai. En cuanto a sus límites con la llanura europea oriental, estos no están bien definidos. La depresión del Caspio forma parte de la depresión aralo-cáspica, que se extiende sobre una grandísima zona de Europa, Oriente Medio y Asia Central.
En la depresión del Caspio se hallan algunos importantes yacimientos de petróleo. Se hallan con cierta frecuencia, del mismo modo, importantes depósitos de sal (cúpula salina), debido al clima árido y al hecho de que la región estaba sumergida en el gran mar llamado Paratetis.
Desde el punto de vista hidrográfico, la región es muy pobre. Los cursos de agua, con las excepciones de los cursos inferiores del Volga y el Ural, son raramente permanentes, ya que muchos de ellos se secan completamente durante el verano. También existen multitud de cuencas endorreicas (como las cuencas de los ríos Mali Uzen y Bolshói Uzen). Lo mismo puede decirse de los lagos, que son generalmente pequeños y caracterizados por una elevada salinidad.

## Clima, vegetación y suelo

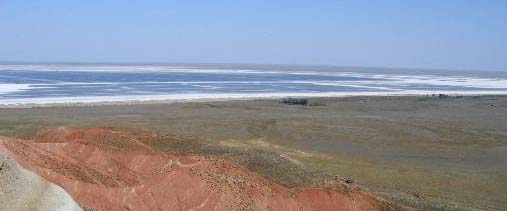
Paisaje semidesértico alrededor del lago salado de Baskunchak, no muy lejos de la costa septentrional del mar Caspio.

La depresión del Caspio es una zona en la que prevalece el clima árido y extremadamente continental. Los veranos son calurosos, con temperaturas medias entre los 22 °C y los 24 °C; los inviernos son a su vez fríos (temperaturas medias de enero comprendidas entre los  -8 °C y los -14 °C), aunque de poca nieve.
La vegetación, que es muy pobre, es consecuencia directa de las características climáticas. En las zonas menos áridas, en los extremos occidentales y septentrionales, se halla estepa, que atraviesa la región semidesértica en dirección sur y este.
Estos cambios en el manto vegetal se reflejan también sobre el suelo: la tierra negra (chernozem) característica de la estepa se va aclarando poco a poco, generando una tierra de color avellana (kastanozem) frecuentemente surcada por depósitos localizados de sal.